# 熊本県幼稚園の廃園一覧
熊本県幼稚園の廃園一覧（くまもとけんようちえんのはいえんいちらん）は、熊本県内の廃園になった幼稚園の一覧。対象となるのは、学制改革（1947年）以降に廃園となった幼稚園、および分園である。園名は廃園当時のもの。廃園時に幼稚園が所在した自治体がその後合併により消滅している場合は、現行の自治体に含める。また現在休園中の県内の幼稚園（分園）も、その多くは実質上、廃園と同じ状態にあるため参考として記載する。
（）内は、廃園になった年（休園の場合は、その措置が取られた年）である。

## 熊本市
- 松雲幼稚園[1]（休園開始時期不詳）
- 小島幼稚園[1]（休園開始時期不詳）
- 春日ゆたか幼稚園[1]（休園開始時期不詳）
- 熊本ジュニア音楽幼稚園[1]（廃園時期不詳）
- 京陵幼稚園[1]（廃園時期不詳）
- 熊本市立熊本幼稚園（1983年五福幼稚園と統合し熊本五福幼稚園へ）[2]
- 熊本市立五福幼稚園（1983年熊本幼稚園と統合し熊本五福幼稚園へ）[2]
- ルーテル学院幼稚園〈旧〉（2015年ルーテル学院幼児園と統合し幼保連携型認定こども園ルーテル学院幼稚園〈新〉へ）[3]
- 西部音楽幼稚園〈旧〉（2015年幼保連携型認定こども園西部音楽幼稚園〈新〉へ移行）[4]
- 城山幼稚園〈旧〉（2015年幼保連携型認定こども園城山幼稚園〈新〉へ移行）[5]
- 九州学院みどり幼稚園〈旧〉（2015年幼保連携型認定こども園九州学院みどり幼稚園〈新〉[6]へ移行）[7]
- 東海大学付属かもめ幼稚園〈旧〉（2015年認定こども園東海大学付属かもめ幼稚園〈新〉へ移行）[7]
- 湖東幼稚園（2015年幼保連携型認定こども園ことうへ移行）[7]
- 湖東第二幼稚園（2015年幼保連携型認定こども園ことうだいにへ移行）[7]
- 西原幼稚園（2015年幼保連携型認定こども園にしばるへ移行）[7]
- 東部幼稚園（2015年幼保連携型認定こども園とうぶへ移行）[7]
- 神水幼稚園〈旧〉（2015年認定こども園神水幼稚園〈新〉へ移行）[7]
- めぐみ幼稚園〈旧〉（2015年認定こども園めぐみ幼稚園〈新〉へ移行）[7]
- 第一幼稚園〈旧〉（2015年幼保連携型認定こども園第一幼稚園〈新〉へ移行）[7]
- 第二幼稚園〈旧〉（2015年幼保連携型認定こども園第二幼稚園〈新〉へ移行）[7]
- くるみ幼稚園〈旧〉（2015年幼保連携型認定こども園くるみ幼稚園〈新〉[8]へ移行）[7]
- 城北幼稚園〈旧〉（2016年幼保連携型認定こども園城北幼稚園〈新〉へ移行）[9]
- 聖母幼稚園〈旧〉（2016年幼保連携型認定こども園聖母幼稚園〈新〉へ移行）[10]
- 恵水幼稚園〈旧〉（2016年幼保連携型認定こども園恵水幼稚園〈新〉へ移行）[11]
- 亀の子幼稚園〈旧〉（2017年幼保連携型認定こども園亀の子幼稚園〈新〉へ移行）[12]
- 高平幼稚園〈旧〉（2017年幼保連携型認定こども園高平幼稚園〈新〉へ移行）[13]
- 熊本市立古町幼稚園（2018年学校法人グリーンコープへ譲渡され2019年認定こども園古町幼稚園へ）[14]
- 熊本市立熊本五福幼稚園（2018年向山幼稚園五福ことばの教室となり[15]、2023年廃止[16]）
- 天明幼稚園（2018年）

## 八代市
- 八千把幼稚園（2019年八千把保育園と統合し八千把こども園へ）[17]
- 認定こども園聖愛幼稚園〈旧〉（2023年幼保連携型認定こども園聖愛幼稚園〈新〉へ移行）[18]

## 人吉市
- ひかり幼稚園

## 荒尾市
- 八幡幼稚園[19]（休園開始時期不詳）
- 青葉幼稚園[19]（休園開始時期不詳）
- あけぼの幼稚園〈旧〉（2015年認定こども園あけぼの幼稚園〈新〉へ移行）[20]
- 荒尾四ッ山幼稚園〈旧〉（2015年認定こども園荒尾四ッ山幼稚園〈新〉へ移行）[21]
- みやじま幼稚園〈旧〉（2015年幼保連携型認定こども園みやじま幼稚園〈新〉へ移行）[22]
- 荒尾めぐみ幼稚園〈旧〉（2015年12月幼保連携型認定こども園荒尾めぐみ幼稚園〈新〉へ移行）[23]

## 水俣市
- 早蕨幼稚園（2016年幼保連携型認定こども園さわらびこども園へ移行）[24]
- 水俣ふたば幼稚園〈旧〉（2019年幼稚園型認定こども園の水俣ふたば幼稚園〈新〉へ移行）[25]
- 水俣幼稚園〈旧〉（2020年認定こども園水俣幼稚園〈新〉へ移行）[25]
- 明光幼稚園（2023年）[26]

## 玉名市
- 中央幼稚園[1]（廃園時期不詳）
- 玉名市立玉水幼稚園（2009年）[27]
- おおとり幼稚園（2011年2月5日おおとり保育園と統合しおおとりの丘認定こども園へ）[28]
- 玉名ルーテル幼稚園〈旧〉（2015年認定こども園玉名ルーテル幼稚園〈新〉へ移行）[29]
- 岱明幼稚園〈旧〉（2015年幼保連携型認定こども園岱明幼稚園〈新〉へ移行）[7]
- たまきな幼稚園〈旧〉（2018年認定こども園たまきな幼稚園〈新〉へ移行）[30]

## 山鹿市
- 山鹿市立八幡幼稚園
- 山鹿市立鹿本幼稚園（2019年）[31]
- 川辺幼稚園（2013年）[32]

## 菊池市
- 菊池市立旭志幼稚園（2015年[33]）
- 双羽幼稚園〈旧〉（2015年認定こども園双羽幼稚園〈新〉へ移行）[34]
- 菊池市立泗水幼稚園（2020年学校法人北部学園泗水幼稚園へ移行）[35]

## 宇城市
- 宇城市立豊野幼稚園[1]（1997年休園）
- 宇城市立三角幼稚園（2010年休園、2014年閉園[36]）
- 肥後菊幼稚園〈旧〉（2015年幼保連携型認定こども園肥後菊幼稚園〈新〉へ移行）[7]
- まこと幼稚園〈旧〉（2016年認定こども園まこと幼稚園〈新〉へ移行）[37]

## 阿蘇市
- 阿蘇中央幼稚園〈旧〉（2015年認定こども園阿蘇中央幼稚園〈新〉へ移行）[38]

## 天草市
- 天草市立下浦幼稚園（2006年瀬戸幼稚園へ統合）
- 天草市立瀬戸幼稚園（2009年休園、2010年廃園）[39]
- 天草市立牛深幼稚園（2016年6月30日）[40]
- 天草町立高浜幼稚園
- 牛深市立久玉幼稚園（2002年）
- 牛深市立魚貫幼稚園（2004年）
- 牛深市立深海幼稚園（2004年）

## 合志市
- 合志幼稚園（1962年合志中部保育園新設のため廃園）
- 六華幼稚園（2018年六華保育園と統合し幼保連携型認定こども園六華こども園へ）[41]

## 玉名郡
- 長洲幼稚園（2018年幼保連携型認定こども園長洲しおかぜこども園へ移行）[42]
- 幼稚園型認定こども園ひまわり幼稚園（2020年幼保連携型認定こども園長洲ひまわり幼稚園へ移行）[43]
- 幼稚園型認定こども園菊水ひまわり幼稚園（2020年保育所型認定こども園菊水ひまわり園へ移行）[43]

## 菊池郡
- 大津町立瀬田幼稚園〈旧〉[1]（1995年）
- 大津音楽幼稚園〈旧〉（2018年幼保連携型認定こども園大津音楽幼稚園〈新〉へ移行）[44]
- 白川幼稚園〈旧〉（2022年幼保連携型認定こども園白川幼稚園〈新〉へ移行）[45]
- 尚絅大学短期大学部附属幼稚園（2016年幼保連携型認定こども園尚絅大学短期大学部附属こども園へ移行）[46]

## 上益城郡
- あじさい幼稚園（2016年幼保連携型認定こども園あじさい保育幼稚園へ移行）[37]
- 甲佐町立甲佐幼稚園（2008年）
- 御船町立御船幼稚園（2007年休園、2008年閉園）
- 嘉島町立嘉島東幼稚園（2009年嘉島西幼稚園と統合し嘉島町立嘉島幼稚園へ）[47]
- 嘉島町立嘉島西幼稚園（2009年嘉島東幼稚園と統合し嘉島幼稚園へ）[47]
- 嘉島町立嘉島幼稚園（2020年幼保連携型認定こども園かしま幼稚園へ移行）[48]

## 葦北郡
- 芦北町立芦北幼稚園（2020年）[49]
- 津奈木町立津奈木幼稚園（2023年）[50]

## 球磨郡
- 久米幼稚園[1]（廃園時期不詳）
- 黒肥地幼稚園[1]（廃園時期不詳）